# 迪爾河

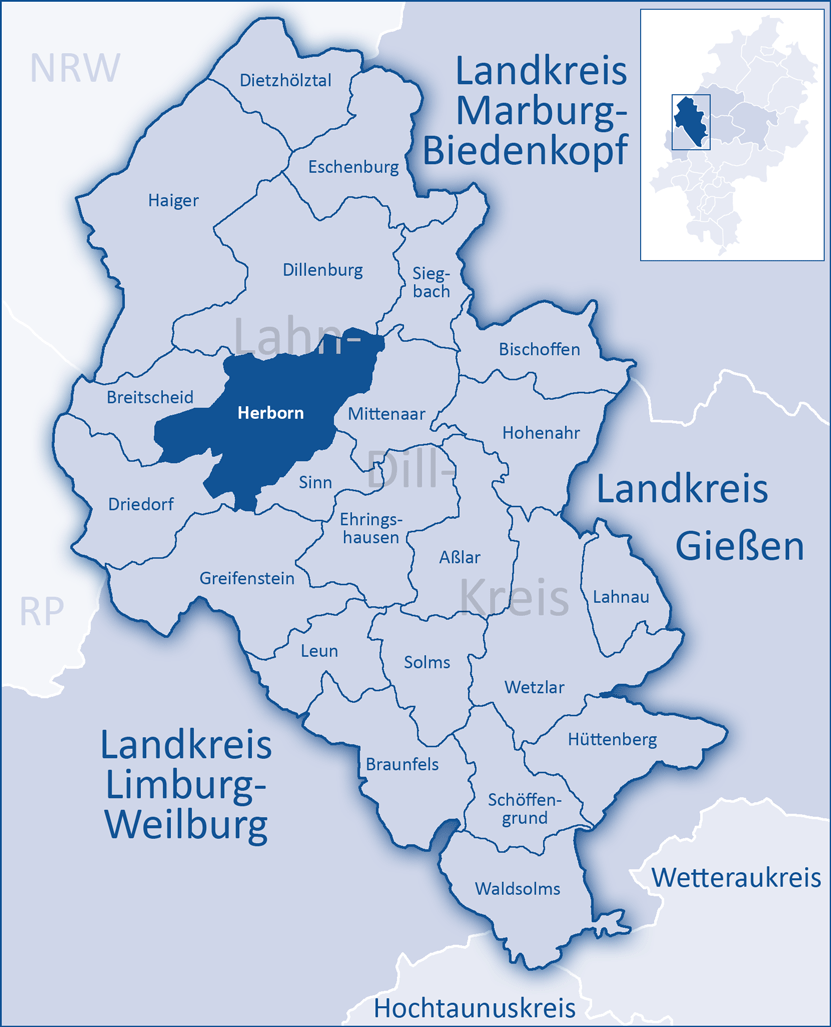

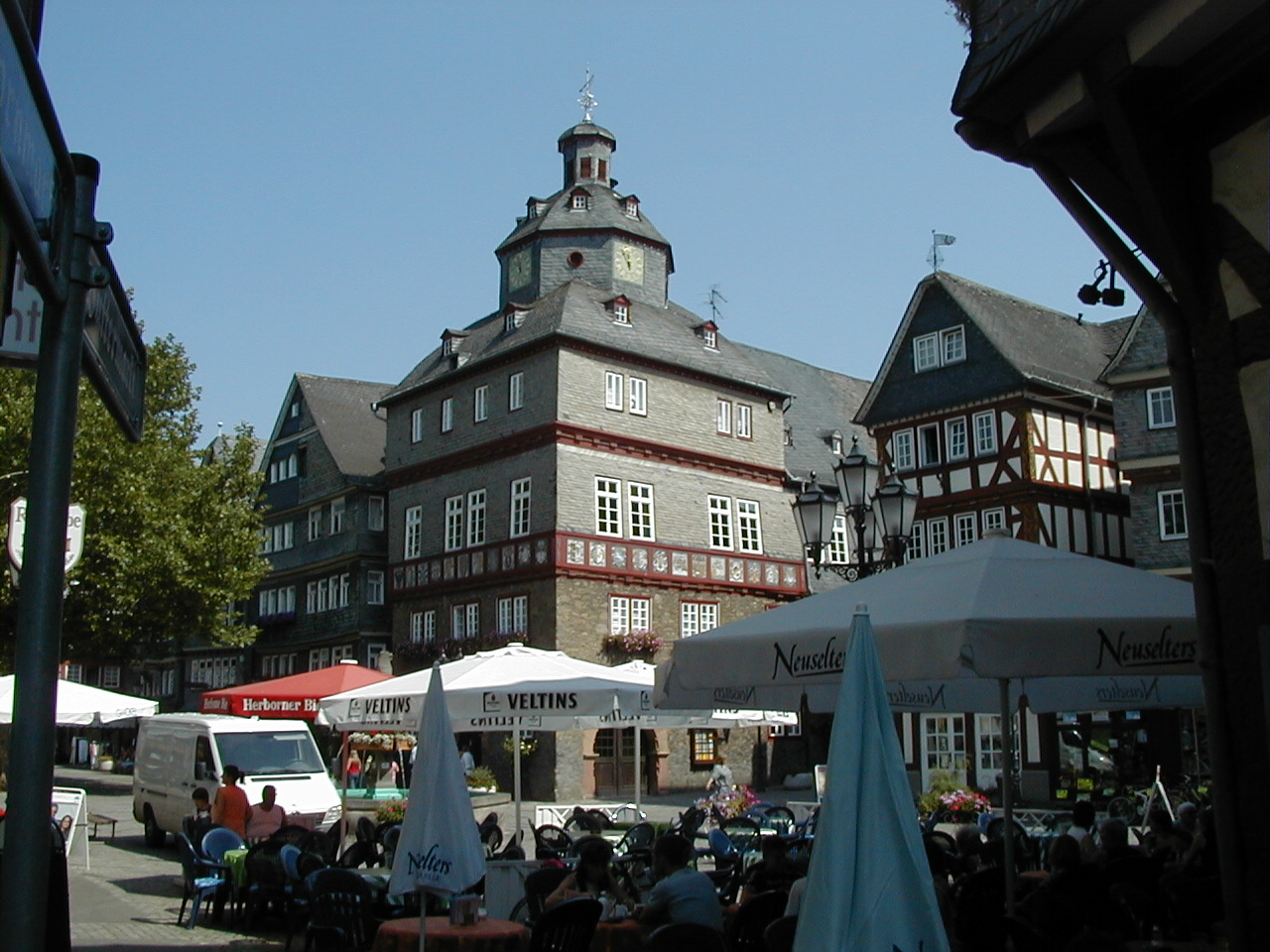

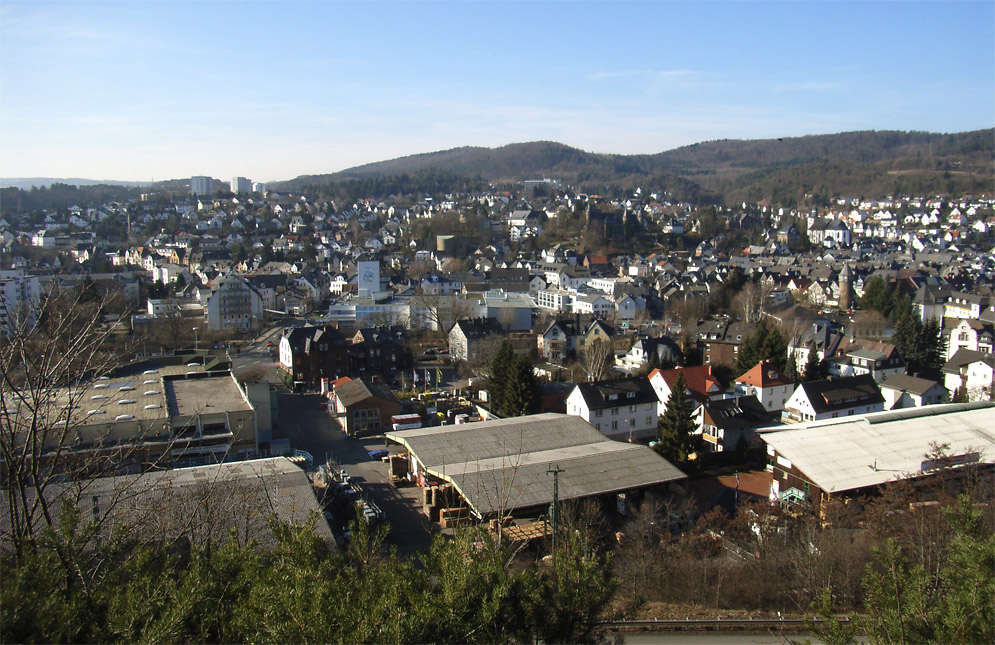

迪爾河（德語：Dill，發音：[dɪl] ⓘ）是德國的河流，位於黑森州中部，屬於蘭河的支流，河道全長55公里，流域面積718平方公里，流經海格、迪倫堡、黑博恩和阿斯拉爾，河口處在韋茨拉爾。

## 外部連結
- Website of the city （页面存档备份，存于）
- Herborn 1987 – a memorial page to the victims[]
- 中的“Herborn”